# Maimaitituersun Qiong
Qiong Maimaitituersun (født 13. januar 1988 i Kashgar i Xinjiang i Folkerepublikken Kina) er en kinesisk amatørbokser, som konkurrerer i vægtklassen Letweltervægt. Qiong har ingen større internationale resultater, og fik sin olympiske debut da han repræsentere Kina under Sommer-OL 2008, hvor han blev slået ud i første runde.